# Коньков Анатолій Дмитрович
Анато́лій Дми́трович Конько́в (19 вересня 1949, Красний Луч, Ворошиловградська область, УРСР — 4 жовтня 2024) — український радянський футболіст, тренер, український тренер, голова Федерації футболу України з 2 вересня 2012 року по 23 січня 2015 року. В минулому захисник і півзахисник. Майстер спорту (з 1969), майстер спорту міжнародного класу (з 1975), заслужений майстер спорту СРСР (з 1982), Заслужений працівник фізичної культури і спорту України (з 2011).

## Життєпис
Футболом почав займатися в Краматорську Донецької області. Перший тренер — Ю. І. Нестеренко. В 1968–1974 роках виступав за донецький «Шахтар».
У 1972 році виступав на чемпіонаті Європи, будучи гравцем першої ліги.
Наприкінці 1974 року разом з Євгеном Кананою потрапив у побутовий скандал (бійка в ресторані Донецька), обоє були дискваліфіковані довічно, але Лобановський зумів домогтись скасування покарання і переведення в «Динамо». В 1975–1981 роках грав у київському «Динамо». В складі збірної України призер Спартакіади 1979.
В європейських кубкових турнірах зіграв 39 матчів, забив 1 гол:
- Кубок чемпіонів — 22 матчі, 1 гол
- Кубок кубків — 5 матчів
- Кубок УЄФА — 10 матчів
- Суперкубок УЄФА — 2 матчі

Після кар'єри гравця став тренером, працював з «Таврією» (Сімферополь), «Шахтарем» (Донецьк), «Зенітом» (Ленінград), ФК «Миколаїв»,  «Сталлю» (Алчевськ), «Інтером» (Азербайджан), а також молодіжною та національною збірними України.
З кінця 2006 року президент дитячого ФК «Старт» імені Анатолія Конькова.
З 2008 — спортивний директор «Сталь» Алчевськ.
2 вересня 2012 року обраний Президентом Федерації футболу України.
18 грудня 2014 подав у відставку, яка була прийнята виконкомом ФФУ 23 січня 2015.
Помер 4 жовтня 2024 року на 75-му році життя.

## Досягнення
- Віце-чемпіон Європи: 1972
- Бронзовий олімпійський призер: 1976
- Чотириразовий Чемпіон СРСР: 1975, 1977, 1980, 1981.
- Володар Кубка СРСР: 1978.
- Володар Кубка володарів Кубків УЄФА: 1975.
- Володар Суперкубка УЄФА: 1975.
- Нагороджений орденом «За заслуги» III (2004)[11], ІІ (2015)[12] та І (2020)[13] ступенів.